# Möbiusavbildning
En Möbiusavbildning eller Möbiustransformation, efter August Ferdinand Möbius, är en bijektiv konform avbildning av det utökade komplexa talplanet (komplexa talen utökade med en punkt i oändligheten) på sig självt.
En Möbiusavbildning bevarar vinklar och cirklinjer (räta linjer ses som cirklar som passerar oändlighetspunkten).
En Möbiusavbildning är en rationell funktion
{\displaystyle z\mapsto {\frac {az+b}{cz+d}}}
där a, b, c, d ∈ ℂ : ad - bc ≠ 0
Följande gäller generellt för denna avbildning
- punkten z = -d/c avbildas på ∞
- punkten z = ∞ avbildas på a/c

Villkoret ad - bc ≠ 0 är nödvändigt för att transformationen skall vara inverterbar. Den inversa avbildningen ges av
{\displaystyle w\mapsto {\frac {dw-b}{-cw+a}}}
En Möbiusavbildning bestäms entydigt om man anger tre punkter och vilka punkter de avbildas på, enligt följande:
Låt z1, z2 och z3 vara de tre ursprungliga punkterna och w1, w2 respektive w3 vara de punkter de skall avbildas på. Då kan avbildningen skrivas
{\displaystyle {\frac {(z-z_{2})(z_{1}-z_{3})}{(z-z_{3})(z_{1}-z_{2})}}={\frac {(w-w_{2})(w_{1}-w_{3})}{(w-w_{3})(w_{1}-w_{2})}}}

## Spegelpunkter
Spegelpunkten till ett komplext tal z relativt en cirkel med radie r och centrum i z0 är det tal z* som uppfyller följande:
- {\displaystyle z^{*}} ligger på strålen utgående från z0 genom z
- {\displaystyle |z-z_{0}||z^{*}-z_{0}|=r^{2}}

Man definierar dessutom z0* = ∞.
Om speciellt cirkeln är en linje L, så definiera z* som det tal som ligger på normalen till L som går genom z, och som ligger lika långt från L som z, men på andra sidan. Exempelvis gäller z* = z om l är reella tallinjen.
Möbiusavbildningar överför z och dess spegelpunkt z* relativt en cirkel C på punkter w och w’, där w’ = w* relativt bilden av C (som är en cirkel).